# Lin Kun-Han
Lin Kun-Han (林琨瀚S, Lín KūnhànP; 5 gennaio 1968) è un ex giocatore di baseball taiwanese.

## Palmarès

### Olimpiadi
- Argento a Barcellona 1992.